# 19132 Le Clézio
19132 Le Clézio è un asteroide della fascia principale. Scoperto nel 1988, presenta un'orbita caratterizzata da un semiasse maggiore pari a 2,7718911 UA e da un'eccentricità di 0,1540665, inclinata di 7,55795° rispetto all'eclittica.